# Tosca elachistella
Tosca elachistella är en fjärilsart som beskrevs av August Busck 1906. Tosca elachistella ingår i släktet Tosca och familjen stävmalar. Inga underarter finns listade i Catalogue of Life.